# ロイヤル・ウィングマン
ロイヤル・ウィングマン(英: Loyal wingman)とは人工知能を組み込み第6世代戦闘機や爆撃機などの次世代の有人航空機と連携することが可能な無人航空機の一種である。

## 特徴
ロイヤルウィングマンは機内に搭載されたAIによって制御され、大量の軍用兵器を運搬・投下することができる無人航空機である。また、無人であるため生命維持装置に必要なコストを削減し軽量化することができる。
第6世代機に随伴する僚機としての運用と、母機に搭載され必要に応じて空中発進を行う運用の2つの構想が考えられている。

## ロイヤル・ウィングマンの例
- MQ-28
- X-62
- CATS Warrior
- XQ-58
- グロム
- スホーイ S-70